# Bole Bakundu
Pour les articles homonymes, voir Bakundu.
Bole Bakundu est un village du Cameroun situé dans le département de la Meme et la Région du Sud-Ouest. Il fait partie de la commune de Mbonge.

## Population
Bole I  et Bole Dipenda ont d'abord constitué des quartiers de Bole Bakundu, où l'on a dénombré 568 habitants en 1953 et 908 en 1967, principalement des Bakundu, du groupe Oroko.
Lors du recensement national de 2005, Bole Bakundu comptait 2 222 habitants.